# Agathodes isabella
Agathodes isabella là một loài bướm đêm trong họ Crambidae.